# Меа Витали, Мигель
Мигель Анхель Меа Витали (исп. Miguel Ángel Mea Vitali; родился 19 февраля 1981 года в Каракасе, Венесуэла) — венесуэльский футболист, полузащитник. Выступал за сборную Венесуэлы.

## Клубная карьера
Меа Витали начинал свою профессиональную футбольную карьеру в клубе «Каракас» в 1998 году. Кроме того, он успел поиграть за различные европейские и южноамериканские клубы: испанскую «Лериду», итальянские «Поджибонси» и «Сору», аргентинскую «Чакариту Хуниорс», греческий «Левадиакос», лихтенштейнский «Вадуц» и венесуэльские «Маракайбо», «Арагуа» и «Депортиво Лара». В 2017 году завершил спортивную карьеру.

## Международная карьера
Меа Витали дебютировал в составе сборной Венесуэлы в товарищеском матче (победа венесуэльцев 2:0) против сборной Эквадора 19 мая 1999 года. Меа Витали провёл 81 матч за сборную Венесуэлы в период с 1999 по 2008 год и забил всего 1 мяч, открыв счёт в победном (4:2) матче против сборной Боливии, проходившем в городе Сан-Кристобаль в рамках отборочного турнира Чемпионата мира 2002 28 июня 2000 года.

## Достижения
Командные
 «Каракас»
- Чемпион Венесуэлы — 2002/03

 «Депортиво Лара»
- Чемпион Венесуэлы — 2011/12

 «Вадуц»
- Обладатель Кубка Лихтенштейна — 2008/09